# Pressa a caldo

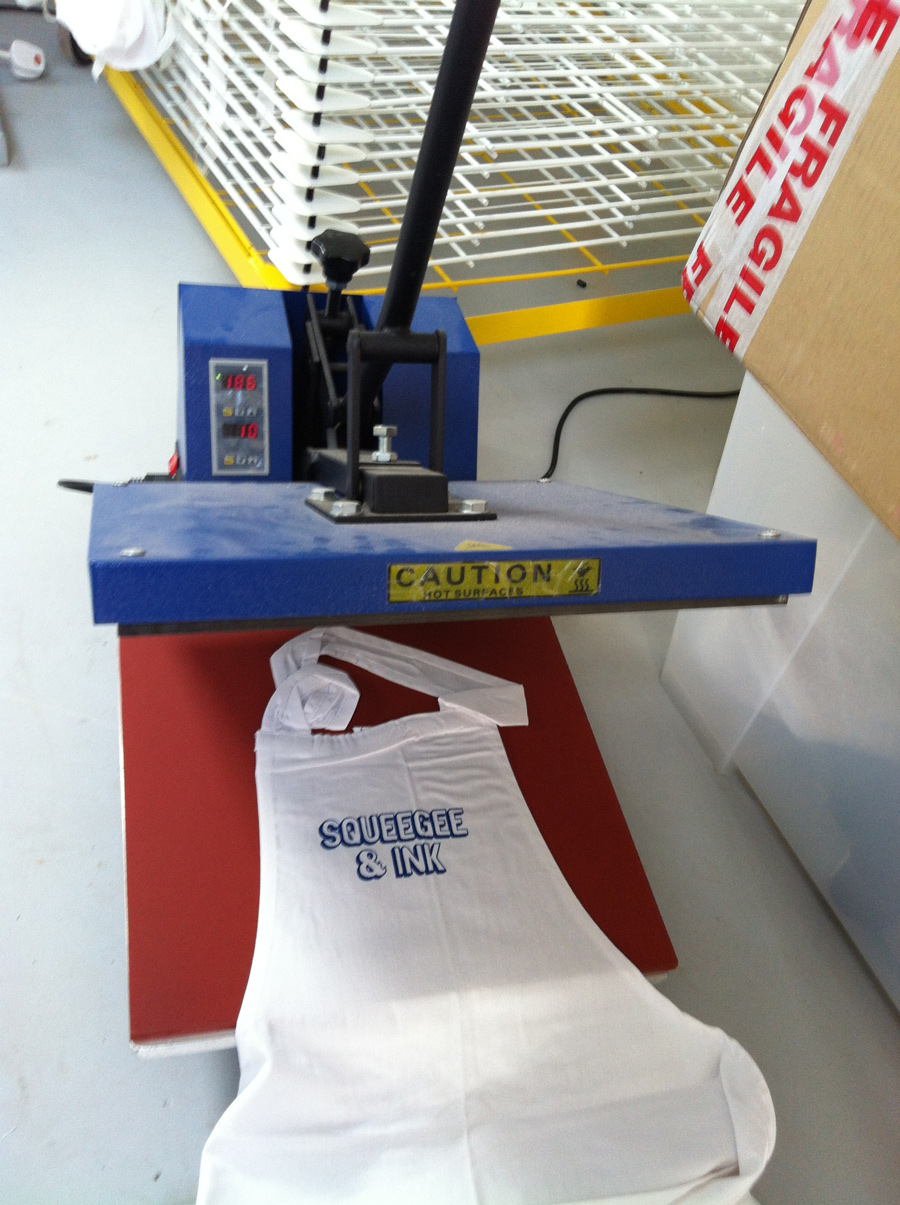
Pressa a caldo utilizzata per la stampa su tessuto.

La pressa a caldo (o termopressa) è un macchinario utilizzato per stampare su un substrato (ad esempio un tessuto) attraverso l'applicazione di calore e un'adeguata pressione per un certo lasso di tempo.
È costituita fondamentalmente da due elementi: un piano di lavoro ed un piano riscaldato.
Il piano riscaldato, generalmente in alluminio, funziona tramite una resistenza interna, che converte l'energia elettrica in calore.